# Шверник, Людмила Николаевна
Людмила Николаевна Шверник (1916—2008) — советский инженер-конструктор в области создания телевизионной техники, организатор создания комплекса телевизионной аппаратуры для Центра управления космическими полётами, участница создания телевизионной техники в рамках космической программы «Союз — Аполлон». Лауреат Государственной премии СССР (1977).

## Биография
Родилась 6 (19) ноября 1916 года в Самаре в семье революционера и впоследствии известного государственного деятеля Н. М. Шверника.

### Образование
Л. Н. Шверник проходила обучение на курсах радиолокации Военно-воздушной академии РККА имени профессора Н. Е. Жуковского и с 1938 по 1941 год в Московском институте инженеров связи по окончании которого получила специальность инженер в области радиосвязи.

### Научно-исследовательская деятельность
С 1941 года на научно-исследовательской работе в Институте теоретической геофизики АН СССР под руководством
А. И. Берга и С. Э. Хайкина в должности инженера, была участницей испытаний различных радиолокационных станций. В период Великой Отечественной войны работала в Куйбышевском филиале Государственного комитета СССР по телевидению и радиовещанию в
должности старший инженер, занималась техническим обслуживанием радиопередач для иностранного вещания. С 1943 по 1946 год на научно-исследовательской работе в Комитете по радиофикации и радиовещанию СССР в должности старшего инженера 
контрольно-измерительного сектора технического отдела. 
С 1946 по 1951 год работала в Московском телевизионном центре в должности старшего инженера. С 1946 по 1947 год Л. Н. Шверник вместе с главным инженером С. В. Новаковским была направлена в США, где изучала вопросы связанные с развитием телевидения и созданием телевизионной техники. С 1951 по 1963 год на научно-исследовательской работе в НИИ-100 в системе Министерства связи СССР в должности старшего инженера, занималась работами в области испытания экспериментальных систем цветного телевидения. С 1959 года Л. Н. Шверник являлась главным конструктором первых отечественных проекционных цветных телевизоров с большим экраном таких как «Изумруд-201» и «Изумруд-202».

### В МНИТИ и участие в созданииЦентра управления космическими полётами
С 1963 по 1988 год на научно-исследовательской работе во ВНИИ приёмной телевизионной техники (с 1966 года — Московский научно-исследовательский телевизионный институт в должностях: руководителя сектора и отдела.
С 1966 по 1971 год Л. Н. Шверник являлась главным конструктором по созданию светоклапанных проекционных экранов большой площади, использующие электронно-оптическую модуляцию света и обеспечивающие воспроизведение чёрно-белого и цветного изображения. С 1970 по 1975 год Л. Н. Шверник была одним из руководителей по созданию в  Центре управления космическими полётами сложной много объектовой цветной телевизионной системы управления «Аристон», а так же создания комплекса телевизионной аппаратуры в рамках реализации пилотируемого полёта советского космического корабля «Союз-19» и американского космического корабля «Аполлон» по космической программе «Союз — Аполлон». Созданная Л. Н. Шверник телевизионная система отображала на экранах ЦУПа информацию которая принималась с вычислительного центра и с бортов пилотируемых космических кораблей.
3 ноября 1977 года «закрытым» Постановлением ЦК КПСС и СМ СССР «За создание Центра управления полётами» Л. Н. Шверник была удостоена Государственной премии СССР в области науки и техники.

### Смерть
Скончалась 21 июня 2008 года в Москве, похоронена на Новодевичьем кладбище.

## Награды
- Орден Трудового Красного Знамени (1971)
- Государственная премия СССР (3.11.1977)[1][3][2]

## Семья
- 1-й муж Станислав Яковлевич Ганецкий (сын Я. Ганецкого), репрессирован. Расстрелян 14 июня 1938 года на полигоне «Коммунарка». В 1954 году реабилитирован.
- 2-й муж Р. А. Беляков (1919—2014) — авиаконструктор, академик АН СССР, генеральный конструктор ОКБ имени А. И. Микояна
- Сын Сергей (1951—1994) — к.т. н., авиаконструктор АНПК «МиГ» имени А. И. Микояна